# Horvát Nyugdíjasok Pártja
A Horvát Nyugdíjasok Pártja (horvátul: Hrvatska stranka umirovljenika, HSU) egy balközép politikai párt, Horvátországban amelyet jelenleg Veselko Gabričević vezet.
A párt megalapításakor kevesen vették komolyan. Sok szakértő azt feltételezte, hogy a HSU végső célja az, hogy elvegye a nyugdíjasok szavazatait a megfiatalított SDP-től, és ezzel segítse a kormányzó HDZ-t hatalmon maradni. A párt azonban fokozatosan épült. Szervezete lassan országszerte terjeszkedett, és nőtt a népszerűsége, mivel mind a HDZ, mind pedig Ivica Račan balközép kormánya megtagadták az Alkotmánybíróság azon ítéletének végrehajtását, amely a kormányt az 1990-es évek elején megtagadott nyugdíjak kifizetésére kötelezte.
A HSU a 2005. májusi helyhatósági és regionális választások után tett szert nagy ismertségre, amikor sok tagját balközép választási szelvényekkel választották meg, csak azért, hogy a HDZ-t és a jobboldali pártokat támogassák a koalíciós kormány megalakulásakor.
A 2007-es horvát parlamenti választáson a párt 101 091 szavazatot és a szavazatok 4,1%-át szerezte meg, ezúttal azonban a választási matematika (D'Hondt-módszer) lehetővé tette, hogy egyetlen képviselőt, Silvano Hrelját küldjön a parlamentbe. Továbbra is támogatták Ivo Sanader kormányát, amely a HSU véleményéhez igazodva folytatta a nyugdíjasokkal kapcsolatos politikát.
2009-ben a gazdasági válság hatására Jadranka Kosor kormánya tárgyalásokat kezdett az extra válságadókról, és Ivan Šuker pénzügyminiszterrel folytatott vitát követően a HSU visszavonta a kormány támogatását.
A párt 2011 óta vesz részt a Kukuriku koalícióban. A 2015-ös horvát parlamenti választáson a Horvátország növekszik koalícióval folytatta. Ezen a választáson lehetőség nyílt arra, hogy a HSU jelöltjei preferenciális szavazatot kapjanak, és összesen 11 026-ot kaptak (a koalícióra adott 744 507-ből).

## Választási eredmények
| Választás | Szavazatok száma | Szavazatok aránya | Mandátumok száma | Parlamenti szerepe |
| --------- | ---------------- | ----------------- | ---------------- | ------------------ |
| 2000      | 52 571           | 1,81%             | 0                | ellenzék           |
| 2003      | 98 537           | 4,0%              | 3                | ellenzék           |
| 2007      | 101 091          | 4,10%             | 1                | ellenzék           |
| 20111     | 958 318          | 41,10%            | 3                | külső támogató     |
| 20151     | 742 909          | 33,20%            | 2                | ellenzék           |
| 20161     | 636 602          | 33,45%            | 2                | ellenzék           |
| 20201     | 414 615          | 24,87%            | 1                | ellenzék           |

1 a Kukuriku koalíció eredménye

| Választás | Szavazatok száma | Szavazatok aránya | Mandátumok száma |
| --------- | ---------------- | ----------------- | ---------------- |
| 20131     | 237 778          | 32,07%            | 0                |
| 20141     | 275 904          | 29,93%            | 1                |
| 2019 2    | 55 806           | 5,19%             | 0                |

1 a Kukuriku koalíció eredménye

2 az Amsterdam koalíció eredménye

## Külső hivatkozások
- Hivatalos honlap